# Indira Varma
Indira Varma (Bath, Anglaterra, 27 de setembre de 1973) és una actriu i narradora anglesa. El seu debut al cinema i el seu primer paper important va ser a Kama Sutra: A Tale of Love. Ha passat a aparèixer a les sèries de televisió The Canterbury Tales, Rome, Luther, Human Target, i Game of Thrones (interpretant Ellaria Sand). El setembre de 2016 va començar a protagonitzar la sèrie ITV/Netflix Paranoid com a DS Nina Suresh. També protagonitza la sèrie d'Amazon Prime Carnival Row.

## Primers anys de vida
Varma es va criar a Bath, Somerset, filla única d'un pare indi i d'una mare suïssa d'ascendència en part italià genovesa. La seva mare era dissenyadora gràfica i el seu pare il·lustrador. Va ser membre de la Musical Youth Theatre Company i es va graduar a la Royal Academy of Dramatic Art (RADA) de Londres, el 1995.

## Carrera
Varma ha tingut diversos papers en televisió i pel·lícules, com Kama Sutra: A Tale of Love el 1996, Jinnah el 1998 i Bodes i prejudicis el 2004, i la jove esposa romana Niobe durant la primera temporada de la sèrie de drama històric Roma de BBC/HBO el 2005. El seu personatge va aparèixer breument a la segona temporada de la sèrie premiada quan es va emetre el 14 de gener de 2007.
El 2006, va interpretar a Suzie Costello al primer i vuitè episodis, "Everything Changes" i "They Keep Killing Suzie", de la sèrie dramàtica de ciència-ficció Torchwood de BBC Three. Va aparèixer com a Dr. Adrienne Holland al drama mèdic 3 lbs de la CBS que es va estrenar el 14 de novembre de 2006 i va ser cancel·lat el 30 de novembre de 2006 a causa de les baixes audiències. Varma va protagonitzar l'estrena de la quarta temporada del reeixit drama detectiu nord-americà Bones com a inspectora de Scotland Yard Cate Pritchard. També va interpretar el paper de Zoe Luther a la primera sèrie del drama de la BBC Luther.
Varma va interpretar el paper d'Ilsa Pucci a la segona temporada de la sèrie de Fox Human Target fins que el programa va ser cancel·lat el 10 de maig de 2011.
El 2014, Varma va ser escollida per interpretar a Ellaria Sand, l'amant d'Oberyn Martell a la temporada 4 de la sèrie d'HBO Game of Thrones. Va fer el paper fins a la temporada 7.
Va prestar la seva veu a la maga del Cercle Vivienne, al videojoc de rol Dragon Age: Inquisition del 2014. Més tard, també va donar la seva veu a Katherine Proudmoore a Battle for Azeroth, una de les expansions del joc de rol MMO World of Warcraft.
El 2016, va interpretar el paper principal de DC Nina Suresh al drama de televisió britànic de vuit capítols Paranoid, emès a tot el món per Netflix.
Varma interpreta un funcionari de correccions de mentalitat reformista al drama legal de l'ABC For Life del 2020 i protagonitza la sèrie Obi-Wan Kenobi per a Disney+, així com Mission: Impossible – Dead Reckoning Part One.
El 2022, Varma va començar a narrar la sèrie d'àudiollibres Witches del Discmón de Terry Pratchett.

## Teatre
El 1997, Varma va aparèixer en dues obres de Shakespeare: va interpretar a Audrey a Al vostre gust al Nottingham Playhouse, i més tard aquell mateix any va interpretar Bianca a Otel·lo al National Theatre de Londres. Entre el 2000 i el 2001, va aparèixer a l'adaptació escènica de Harold Pinter i Di Trevis de l'adaptació de The Proust Screenplay de Pinter, Remembrance of Things Past, basat en À la recherche du temps perdu, de Marcel Proust. L'estiu del 2001, va interpretar a Gila a One for the Road, d'Harold Pinter, al Lincoln Center for the Performing Arts de la ciutat de Nova York.
El 2002, va interpretar Sasha Lebedieff a Ivanov d'Anton Txékhov al National Theatre i Bunty Mainwaring a The Vortex de Noël Coward al Donmar Theatre de Londres. El 2004, va interpretar Sabina a The Skin of Our Teeth de Thornton Wilder al Young Vic Theatre de Londres. El 2008, va interpretar a Nadia Baliye a The Vertical Hour de David Hare al Royal Court Theatre de Londres. El 2009, va interpretar a Olivia a Nit de Reis de Shakespeare amb Donmar West End al Wyndham's Theatre de Londres. El 2012, va interpretar a Jessica a Histeria de Terry Johnson al Theatre Royal, Bath. El 2013 va interpretar a Miss Cutts a The Hothouse de Harold Pinter a la temporada Trafalgar Transformed als Trafalgar Studios.
El 2014, Varma va interpretar Tamora, la reina dels gots, a la producció "gore-fest" de Lucy Bailey de Titus Andronicus al Shakespeare's Globe. El 2015, va aparèixer al costat de Ralph Fiennes a Man and Superman de George Bernard Shaw al National Theatre. El 2020, abans del bloqueig, va protagonitzar The Seagull de Txékhov com Irina al costat de la coprotagonista de Game of Thrones Emilia Clarke al Playhouse Theatre. La seva actuació del 2019 a Present Laughter al teatre The Old Vic va valer a Varma un premi Olivier a la millor actriu secundària.

## Vida personal
La Varma i el seu marit Colin Tierney viuen amb la seva filla a Hornsey, North London.

## Filmografia
| Films that have not yet been released | Indica obres que encara no s'han publicat |

### Pel·lícula
| Any  | Títol                                         | Paper                     | Notes            |
| ---- | --------------------------------------------- | ------------------------- | ---------------- |
| 1996 | Kama Sutra: A Tale of Love                    | Maya                      |                  |
| 1997 | Clancy's Kitchen                              | Kitty                     |                  |
| 1997 | Sixth Happiness                               | Amy                       |                  |
| 1998 | Jinnah                                        | Rattanbai "Ruttie" Jinnah |                  |
| 2002 | Mad Dogs                                      | Narendra                  |                  |
| 2004 | Rover's Return                                | Zeta                      | Curtmetratge     |
| 2004 | Bodes i prejudicis                            | Kiran Balraj              |                  |
| 2006 | Basic Instinct 2                              | Denise Glass              |                  |
| 2007 | Sex and Death 101                             | Devon Sever               | No acreditada    |
| 2013 | Mindscape                                     | Judith Morrow             |                  |
| 2014 | Exodus: Gods and Kings                        | Summe sacerdot            |                  |
| 2015 | Silent Hours                                  | Dr. Catherine Benson      |                  |
| 2016 | Una                                           | Sonia                     |                  |
| 2018 | Close                                         | Rima                      |                  |
| 2019 | Official Secrets                              | Shami Chakrabarti         |                  |
| 2020 | The One and Only Ivan                         | Dr. Maya Wilson           |                  |
| 2021 | Crisis                                        | Madira Brower             |                  |
| 2023 | Mission: Impossible – Dead Reckoning Part One |                           | En postproducció |

### Televisió

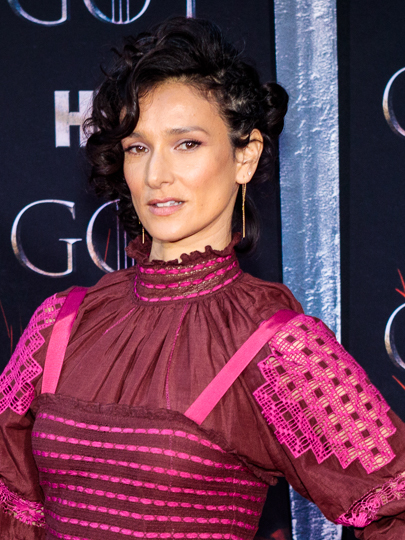
Indira Varma a la vuitena temporada de Game of Thrones.

| Any          | Títol                            | Role                        | Notes |
| ------------ | -------------------------------- | --------------------------- | --- |
| 1996         | Crucial Tales                    | Manreet                     | Episodi: "Phoenix"                                                                                             |
| 1999         | Psychos                          | Martine Nichol              | Minisèrie; 6 episodis                                                                                          |
| 2000         | Other People's Children          | Amy                         | |
| 2000–2001    | Attachments                      | Sasha                       | 4 episodis |
| 2001         | In a Land of Plenty              | Sonali Ganatra              | 4 episodis |
| 2001         | The Whistle-Blower               | Diane Crossman              | Pel·lícula de TV                                                                                               |
| 2002–2010    | Arena                            | Diversos personatges        | 2 episodis |
| 2003         | Rockface                         | Alison                      | Episodi: "2.5"                                                                                                 |
| 2003         | The Canterbury Tales             | Meena                       | Episodi: "The Sea Captain's Tale"                                                                              |
| 2003         | Reversals                        | Kathy Irwin                 | Pel·lícula de TV                                                                                               |
| 2004         | Donovan                          | Cara Mathis                 | |
| 2005         | The Quatermass Experiment        | Judith Carroon              | Pel·lícula de TV                                                                                               |
| 2005         | Love Soup                        | Suzanne Daley               | Episodi: "They Do Not Move"                                                                                    |
| 2005         | A Waste of Shame                 | Lucie, the Dark Lady        | Pel·lícula de TV                                                                                               |
| 2005         | Broken News                      | Melanie Bellamy             | 6 episodis |
| 2005         | Little Britain                   | Various characters          | 3 episodis |
| 2005–2007    | Rome                             | Niobe Vorena                | 15 episodis |
| 2006         | Inspector Lynley Mysteries       | Melissa Booth               | Episodi: "In the Blink of an Eye"                                                                              |
| 2006         | Torchwood                        | Suzie Costello              | 2 episodis |
| 2006         | 3 lbs                            | Adrianne Holland            | 6 episodis |
| 2007         | The Whistleblowers               | Alisha Cole                 | 6 episodis |
| 2008         | Comanche Moon                    | Therese Wanz                | Episodi: "1.2"                                                                                                 |
| 2008         | Law &amp; Order: Criminal Intent | Bela Khan                   | Episodi: "Assassin"                                                                                            |
| 2008         | Bones                            | Inspector Cate Pritchard    | Episodi: "The Yanks in the U.K.: Parts 1 & 2"                                                                  |
| 2009         | Inside the Box                   | Catherine Powell            | Pel·lícula de TV                                                                                               |
| 2009         | Moses Jones                      | Dolly                       | 3 episodis |
| 2010         | Hustle                           | D.C.I. Lucy Britford        | 2 episodis |
| 2010         | Luther                           | Zoe Luther                  | 7 episodis |
| 2010–2011    | Human Target                     | Ilsa Pucci                  | 13 episodis |
| 2012         | Silk                             | George Duggan               | 6 episodis |
| 2012         | Hunted                           | Natalie Thorpe              | 5 episodis |
| 2012         | World Without End                | Mattie Wise                 | 2 episodis |
| 2013         | What Remains                     | Elaine Markham              | 4 episodis |
| 2014–2017    | Game of Thrones                  | Ellaria Sand                | 13 episodis Nominada – Premi del Sindicat d'actors al millor repartiment conjunt en una sèrie dramàtica (2016) |
| 2016         | New Blood                        | Lisa Douglas                | 2 episodis |
| 2016         | Paranoid                         | Nina Suresh                 | 8 episodis |
| 2017         | Unspeakable                      | Jo                          | Pel·lícula de TV                                                                                               |
| 2018         | Patrick Melrose                  | Anne Moore                  | Minisèrie; 3 episodis                                                                                          |
| 2018–present | Reported Missing                 | Narrador                    | Sèries documentals; 2 sèries, 8 episodis                                                                       |
| 2019–present | Carnival Row                     | Piety Breakspear            | Personatge regular; 8 episodis                                                                                 |
| 2019         | This Way Up                      | Charlotte                   | Personatge regular; 5 episodis                                                                                 |
| 2020–2021    | For Life                         | Safiya Masry                | Personatge regular                                                                                             |
| 2020–present | Spitting Image                   | Priti Patel                 | Personatge regular                                                                                             |
| 2022–present | The Legend of Vox Machina        | Lady Allura Vysoren (voice) | Personatge recurrent                                                                                           |
| 2022         | Obi-Wan Kenobi                   | Tala Durith                 | Minisèrie, 3 episodis                                                                                          |
| 2022         | The Capture                      | Khadija Khan                | |
| TBA          | Extrapolations                   | Gita Mishra                 | Futura sèrie                                                                                                   |
| TBA          | Dune: The Sisterhood             | Empress Natalya             | Futura sèrie                                                                                                   |

### Videojocs
| Any  | Títol                                 | Paper                      | Notes |
| ---- | ------------------------------------- | -------------------------- | ----- |
| 2014 | Dragon Age: Inquisition               | Vivienne                   |       |
| 2017 | Mass Effect: Andròmeda                | Moshea Sjefa, Sloane Kelly |       |
| 2018 | World of Warcraft: Battle for Azeroth | Katherine Proudmoore       |       |